# Auguste René Élie de Saint-Légier
Auguste René Élie de Saint-Légier est un homme politique français né le 20 octobre 1782 à Saint-Ciers-du-Taillon (généralité de La Rochelle, actuelle Charente-Maritime) et mort le 15 octobre 1852 à Saintes (Charente-Maritime).

## Biographie
Il est le fils de Jean-Auguste II de Saint-Légier (1753-1793), seigneur d'Orignac, lieutenant des vaisseaux du roi et chevalier de l'ordre de Saint-Louis, et de Marie-Marthe de La Porte-aux-Loups (1765-1823). Il épouse en 1803 Bénigne Yvonnet (1785-1861), fille d'un petit propriétaire de la région de Gémozac. Ils ont deux enfants : Grégoire Auguste (1804-1877), comte d'Orignac, qui poursuit la lignée, et Euphémie Marie Bénigne (1808-1878), restée célibataire.
Propriétaire, directeur du séchage du marais de Brouage, lieutenant de louveterie, il est député de la Charente-Inférieure de 1824 à 1830. Il est réélu en 1827. Il siège comme indépendant de droite, sans grand éclat, et disparaî de l’horizon politique durant toute la monarchie de Juillet, battu en 1831 par Charles Duchâtel. Aux élections de 1849, il crée la surprise en se faisant élire comme « partisan de l’ordre » contre le républicain de gauche Lucien Brard. Il était aussi membre du conseil général de Charente-Inférieure.
Il reste célèbre en Saintonge pour l’élan qu’il donna dans son domaine d’Orignac à l’élevage des chiens de vénerie, dans le cadre de sa lieutenance de louveterie. On lui doit la renaissance du blanc et noir de Saintonge, un chien courant subitement devenu célèbre grâce à lui dans les années 1840. « De tous les points de France, les vrais amateurs (de vénerie) venaient visiter son chenil » est-il affirmé dans la revue Vénerie contemporaine (1861).

## Sources
- « Auguste René Élie de Saint-Légier », dans Adolphe Robert et Gaston Cougny, Dictionnaire des parlementaires français, Edgar Bourloton, 1889-1891 [détail de l’édition]